# Molette (Rebsorte)
Die Weißweinsorte Molette ist vor allem in der Region Savoyen im Osten Frankreichs verbreitet. Ihr Bestand ist rückläufig; waren im Jahr 1958 noch 99 Hektar bestockter Rebfläche bekannt, sank die Fläche auf aktuell 36 Hektar. Die spätreifende Sorte ist ausgesprochen wuchsstark und ertragsstark.
Der alkoholarme, leicht würzige Wein wird zumeist mit der weißen Altesse verschnitten. In der Appellation Seyssel ist sie Bestandteil im Schaumwein der Region.
.

## Synonyme
Molette ist auch unter den Synonymen Molette Blanche und Molette de Seyssel bekannt. Das Synonym Mondeuse Blanche ist nicht gültig, da sie irrtümlich mit dieser Rebsorte verwechselt wurde.